# Il Politecnico (1839)
Il Politecnico - Repertorio mensile di studi applicati alla prosperità e coltura sociale, fu un periodico fondato a Milano nel 1839 da Carlo Cattaneo.

## Storia

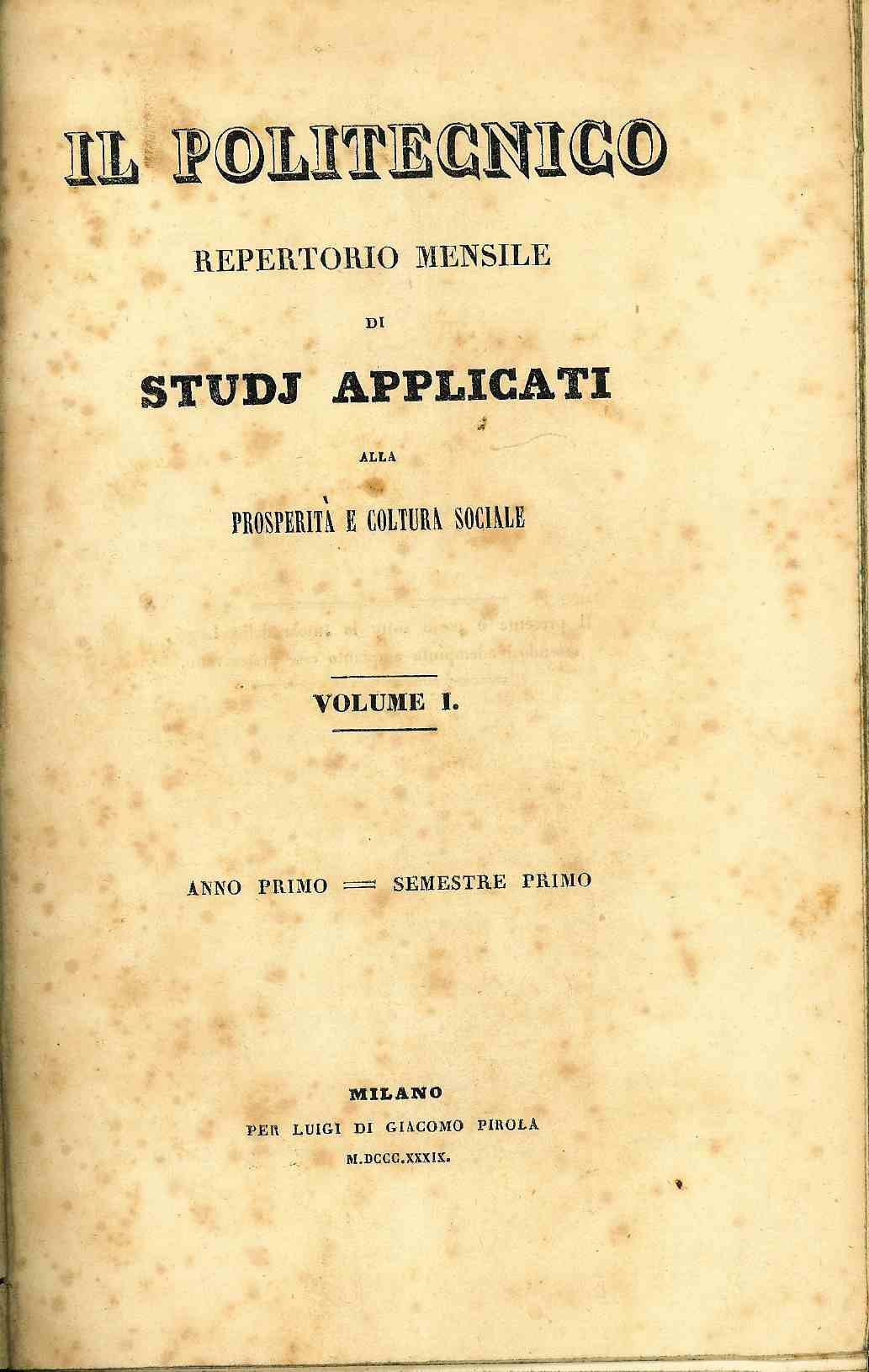
Copertina del «Politecnico».

Le pubblicazioni iniziarono il 1º gennaio 1839 e si interruppero nel 1844 a causa dei sopravvenuti impegni del fondatore, che fino a quel momento aveva svolto un ruolo essenziale nella redazione della rivista. Il primo ciclo del «Politecnico» consta di 7 volumi. La rivista veniva stampata presso il tipografo Gino Daelli.

Cattaneo riprese le pubblicazioni il 1º novembre 1859, dopo l'annessione della Lombardia al Regno di Sardegna (vol. 8, 1860) e continuò fino al 1869 (vol. 31), anno in cui spirò. Il fondatore, comunque, aveva cessato di dirigerla nel 1862, anche se continuò a firmare articoli come collaboratore.
Nel 1864 la proprietà della casa editrice fu rilevata dall'ingegnere alsaziano Ernesto Stamm, che alla fine del 1865 la cedette a sua volta al finanziere Andrea Ponti.

Sotto la direzione di Francesco Brioschi nel 1866 la testata assunse un nuovo sottotitolo («Repertorio di studj letterari, scientifici e tecnici») e iniziò ad uscire in due distinte parti, letteraria e tecnica.

La prima, guidata da Romualdo Bonfadini, si chiuse alla fine del 1868; la seconda si fuse nel 1869 con il «Giornale dell'ingegnere civile e meccanico», per dare vita al «Politecnico. Giornale dell'ingegnere architetto civile e industriale».

Lo scopo della rivista, già palese nel sottotitolo, venne enunciato in maniera esplicita nel suo primo fascicolo: l'intenzione del fondatore era quella di 
(Wikisource)
La rivista fu quindi una rassegna di studi originali e recensioni approfondite sugli argomenti più disparati, dalle scienze esatte alla critica letteraria, unificati sotto il comune obiettivo di favorire il progresso tecnico-scientifico - e civile - dei suoi lettori.
I contenuti si articolavano nelle seguenti categorie:
1. Applicazioni fisiche e matematiche, agraria, tecnologia, storia naturale, medicina ecc.
2. Arte sociale, studj economici, amministrativi, legali, istorici, ecc.
3. Studj mentali, metodi d'istruzione, nuovi instituti, ecc.
4. Belle arti e belle lettere, ecc.

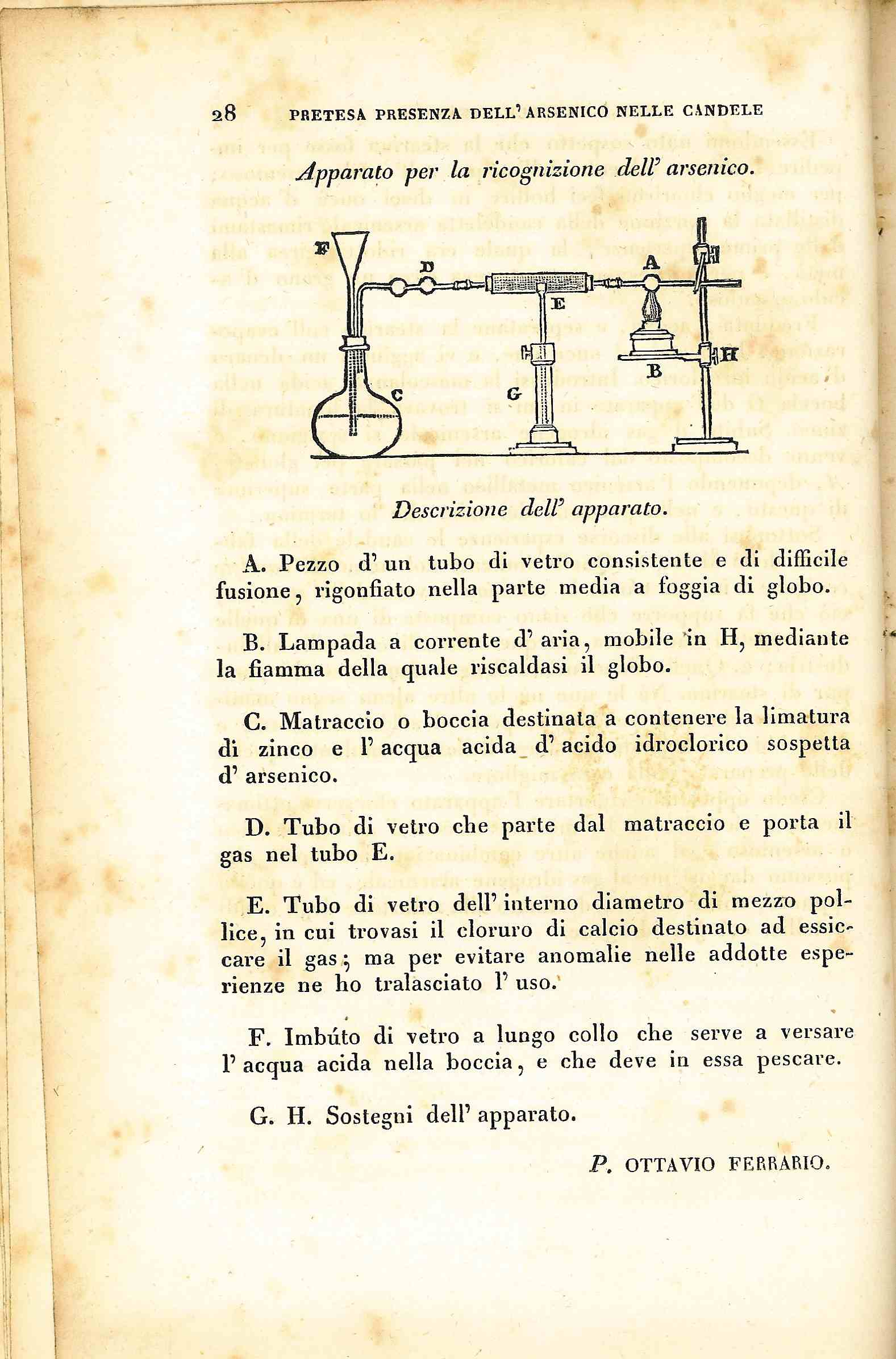
Da: P. Ottavio Ferrario, Sulla pretesa presenza di arsenico nelle candele steariche e sul modo di verificarla (vol. 1.1, 1939, 24-29)
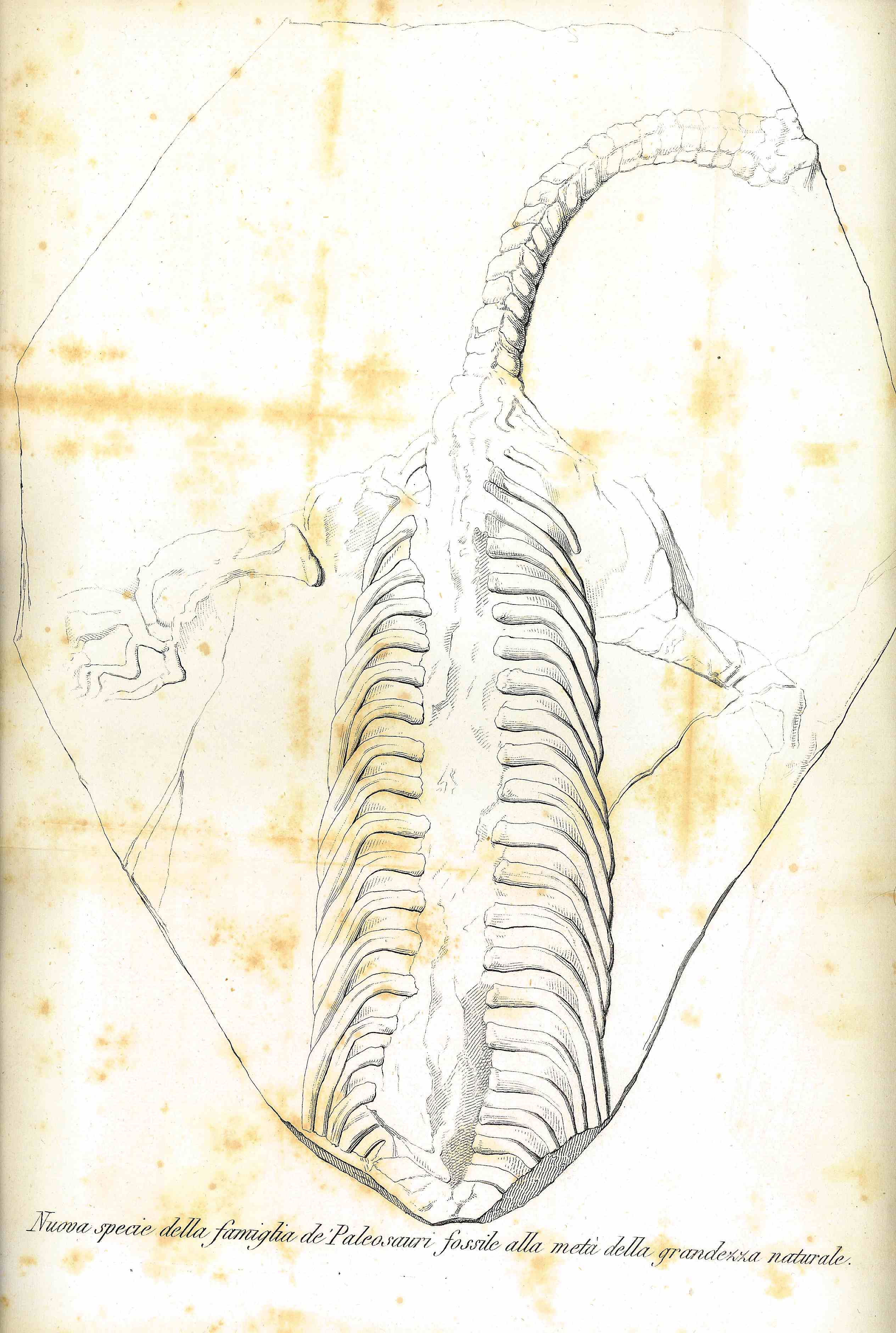
Da: G. Balsamo-Crivelli Descrizione d'un nuovo rettile fossile della famiglia dei Paleosauri e di due pesci fossili trovati sopra Varenna (vol. 1.5, 1839, 321-431)

Impossibile riassumere nel dettaglio tutti gli ambiti investigati dagli studi del Politecnico. Molti interventi dello stesso Cattaneo vennero poi raccolti in sillogi dei suoi scritti. Si possono segnalare, per la profondità e l'acume i suoi contributi sulla Grande carestia irlandese (1845 - 1849) (un articolo che risultò profetico del 1844 ed uno nel 1860), in cui forniva un'eccellente analisi economica della situazione dell'Irlanda.
Negli altri campi, degni di menzione in particolare gli studi linguistici sul "nesso ario-semitico" di Graziadio Isaia Ascoli (1864 e 1865), in cui veniva affrontato in modo scientifico il problema dei rapporti tra la famiglia linguistica semitica e quella indeuropea, o uno studio approfondito sui lavori per il taglio dell'istmo di Suez (1864), con allegata una cartina dettagliata in pianta e in sezione del progetto.